# Meg Waite Clayton
Meg Waite Clayton, née le 1er janvier 1959 à Washington (États-Unis), est une romancière américaine. Elle écrit également pour le Los Angeles Times, The New York Times, Forbes, Writer's Digest (en), Runner's World (en) et la radio
,.
Diplômée de l'université Law School du Michigan (en), elle l'est également de l'université du Michigan, en Histoire et psychologie. Elle travaille en tant qu'avocat pour le cabinet Latham & Watkins de Los Angeles.
Elle commence à écrire sérieusement après avoir déménagé à proximité de Baltimore, où son premier roman se situe.

## Récompenses
Son premier roman The Language of Light est en finale du Prix Bellwether (en). Son roman The Wednesday Sisters devient un best-seller. After the Debate, publié sur le site de Forbes
, est salué par Columbia Journalism Review, comme étant « la meilleure histoire relative aux problèmes des femmes découlant du second débat présidentiel ». The Race for Paris obtient le Prix Langum (en), 2015, en tant que fiction historique avec mention honorable.

## Source de la traduction
- (en) Cet article est partiellement ou en totalité issu de l’article de Wikipédia en anglais intitulé « Meg Waite Clayton » (voir la liste des auteurs).